# Волюнтаризм (философия)
Волюнтари́зм (лат. voluntas — воля) — идеалистическое направление в философии, приписывающее божественной или человеческой воле основную роль в развитии природы и общества. Выдвигая в духовном бытии на первый план волю, волюнтаризм противостоит рационализму (или интеллектуализму) — идеалистическим философским системам, которые считают основой сущего разум (или интеллект).
Термин «волюнтаризм» был введён в конце XIX века социологом Ф. Тённисом. Однако волюнтаристские идеи в этике и в философии выдвигались и раньше А. Шопенгауэром, Ф. Ницше, А. Бергсоном.
Волюнтаризм рассматривает волю в качестве высшего принципа бытия. Волюнтаризм характерен для философии Августина, Иоанна Дунса Скота и др. Как самостоятельное направление впервые оформилось у Шопенгауэра.
В аллегорическом смысле волюнтаризм является своего рода борьбой личности с обстоятельствами.

## Теологический волюнтаризм

### Средневековый теологический волюнтаризм
Связан с Дунсом Скотом и Уильямом Оккамским (два выдающихся средневековых философов-схоластов), средневековый теологический волюнтаризм (не путать с метаэтическим теологическим волюнтаризмом) обычно рассматривается как философский акцент на божественной воле и человеческой свободе (voluntas superior intellectu). Скот считал, что мораль исходит из воли и выбора Бога, а не его интеллекта или знания. Соответственно, Бога следует определять как всемогущее существо, действия которого не должны и не могут быть окончательно рационализированы и объяснены с помощью разума. Таким образом, волюнтаризм обычно противопоставляется интеллектуализму, отстаиваемому схоластом Фомой Аквинским.

### Теологический волюнтаризм как подход к натурфилософии
Теологический волюнтаризм также относится к теологическим обязательствам, то есть к конкретным интерпретациям доктрин христианства, которых, возможно, придерживались некоторые ранние современные натурфилософы, такие как Пьер Гассенди, Уолтер Чарлтон, Роберт Бойль, Исаак Барроу и Исаак Ньютон. Это привело к эмпирическому подходу, связанному с ранней современной наукой. Таким образом, волюнтаризм допускает, что вера или вера в Бога могут быть достигнуты по воле, в отличие от необходимости предварительного божественного дара веры человеку. Это представление сохраняется, по крайней мере, постольку, поскольку оно пользуется поддержкой некоторых историков и философов. Теологом волюнтаризма XX века был Джеймс Лютер Адамс.

## Метафизический волюнтаризм
Сторонником метафизического волюнтаризма является немецкий философ XIX века Артур Шопенгауэр. По его мнению, воля — это не рассуждение, а иррациональное, бессознательное побуждение, по отношению к которому интеллект представляет собой вторичное явление. Воля — это сила, лежащая в основе всей реальности. Это устранение динамики влечения, намерения и жизни позже повлияло на Фридриха Ницше (воля к власти), Филиппа Майнлендера (воля к смерти), Эдуарда фон Гартмана, Юлиуса Банзена и Зигмунда Фрейда (воля к удовольствию).

## Эпистемологический волюнтаризм
В эпистемологии эпистемологический волюнтаризм — это точка зрения, согласно которой вера является вопросом воли, а не просто фиксацией когнитивного отношения или степени психологической уверенности в отношении заявленного суждения. Если кто-то является волюнтаристом в отношении убеждений, логично одновременно чувствовать себя очень уверенным в конкретном предложении P и приписывать P очень низкую субъективную вероятность. Это основа принципа отражения Баса ван Фраассена.

## Политический волюнтаризм
Политический волюнтаризм — это точка зрения, согласно которой политическая власть основывается на волеизъявлении. Эта точка зрения, которую выдвигали такие теоретики, как Томас Гоббс, Жан-Жак Руссо и многие представители немецкой идеалистической традиции, понимает политическую власть как проистекающую из воли.
В марксистском дискурсе волюнтаризм используется для обозначения связи между философской приверженностью метафизическому волюнтаризму (особенно махизму) и политической приверженностью крайней революционной тактике, связанной с Александром Богдановым.

## Критический волюнтаризм
Критический волюнтаризм Гуго Динглера в философии науки — это форма конвенционализма, которая утверждает, что теоретизирование в науке начинается с неизбежного свободного волевого решения. Преемником школы критического волюнтаризма Динглера является методический конструктивизм школы Эрлангена (см. методический культурализм школы Марбурга).

## Представители
- Аврелий Августин
- Иоанн Дунс Скот
- Гийом Дюран де Сен-Пурсен
- Иоганн Готлиб Фихте
- Георг Вильгельм Фридрих Гегель
- Фридрих Вильгельм Йозеф фон Шеллинг
- Артур Шопенгауэр
- Феликс Равессон
- Юлиус Банзен
- Альфред Фуллье
- Эдуард фон Гартман
- Фридрих Ницше
- Анри Бергсон
- Джованни Джентиле
- Ладислав Клима
- Димитрие Густи